# Lovisa Dorotea av Preussen

Lovisa Dorotea av Preussen, kopia av målning av Herman Hendrik Quiter d.y..

Lovisa Dorotea Sofia av Preussen (tyska: Luise von Brandenburg) , född 29 september 1680 i Berlin, död 23 december 1705 i Kassel, dotter till kung Fredrik I av Preussen och Elisabet Henrietta av Hessen-Kassel.
Hon förmäldes 31 maj 1700 i Berlin med sin kusin Fredrik, dåvarande arvprinsen av Hessen-Kassel. Vigseln firades med stor prakt. Conrad Mel författade Font Legatio orientalis till bröllopet. Hon led av mycket dålig hälsa och dog barnlös fem år efter vigseln. Fredrik gifte 1715 om sig med Ulrika Eleonora d y av Sverige, vilket gav honom tillträde till Sveriges tron.